# سکته
سکته (یونانی apoplēxia/ἀποπληξία) در طب قدیم به حمله ناگهانی همراه با از دست رفتن هوشیاری و حواس بیمار گفته می‌شد که معمولاً به مرگ می‌انجامید.  اما نه در همه ی موارد، در  پزشکی امروزی منظور از واژهٔ سکته ممکن است به سکته مغزی یا قلبی اشاره داشته باشد.